# Schwarzbauchkolibri
Der Schwarzbauchkolibri  oder Schwarzbaucheupherusa (Eupherusa nigriventris) ist eine Vogelart aus der Familie der Kolibris (Trochilidae), die in Costa Rica und Panama vorkommt. Der Bestand ist laut IUCN nicht gefährdet (least concern). Die Art gilt als monotypisch.

## Merkmale
Der Schwarzbauchkolibri erreicht eine Körperlänge von etwa 7,5 bis 8,5 cm bei einem Gewicht der Männchen von ca. 3,7 g und der Weibchen von ca. 3,3 g. Er hat einen eher kurzen schwarzen Schnabel, der leicht gebogen ist. Beide Geschlechter sind auf der Oberseite bronzegrün und etwas dunkler an den zentralen Steuerfedern. Das Männchen ist an vorderem Oberkopf, im Gesicht und Unterseite samtschwarz. Das Weibchen ist auf der Unterseite grau mit seitlichen grünen Flecken. Der rotbraune Fleck an den Armschwingen ist beim Weibchen kleiner und matter. Die drei äußeren Steuerfedern sind überwiegend weiß. Das schwarz im Gesicht und der Unterseite ist bei Jungvögel ersetzt durch ein dunkles rußiges Bronze. Beide Geschlechter der Jungtiere haben dunkle Fransen im Gesicht, am Oberkopf, Nacken und Bürzel. Die schwarzen Ränder der Außenfahne der dritten Schwanzfeder ist breiter und unschärfer gezeichnet als bei ausgewachsenen Vögeln.

## Verhalten und Ernährung
In den Wäldern bezieht der männliche Schwarzbauchkolibrii seinen Nektar vorzugsweise von den Blüten der Bäume der Gattungen Inga, Calliandra, Pithecellobium und Clusia sowie von Epiphyten der Familien und Gattungen  Heidekrautgewächse, Columnea, Norantea und Elleanthus. Weibchen fliegen eher Blüten in Gestrüpp an wie beispielsweise Besleria, Cephaelis oder Witheringia. Beide Geschlechter findet man an Stachytarpheta an den Rändern von Kaffeeplantagen. Das Männchen verhält sich aggressiv und territorial an Blüten, die nicht von größeren und dominanteren Arten wie der Veilchenkehlnymphe (Lampornis hemileucus (Salvin, 1865)) beherrscht werden. Oft stürmt er los um Fliegen und Mücken von Zweigen in den Baumkronen oder an den Waldrändern mit Lichtungen zu erbeuten. Er sammelt auch Gliederfüßer an Waldrändern und an Flussströmen.

## Fortpflanzung
Die Brutzeit des Schwarzbauchkolibris ist in Costa Rica im August oder Oktober bis März, reicht also von der Regen- bis in die frühe Trockenzeit. Während der Brutsaison sitzen Männchen im Gestrüpp oder den unteren Teil der Baumkronen an Waldrändern. Dabei sind sie alleine oder häufiger in Leks bis zu fünf Vögeln. Das Nest ist ein kleiner Kelch vornehmlich aus Baumfarnschuppen und Spinnweben gebaut. Dieses wird spärlich mit Moos und Flechten verziert und in 2 bis 4 Meter über dem Boden im Gestrüpp des Unterholzes oder an Waldrändern angebracht. Meist ist es durch große überhängende Blätter geschützt. Ein Gelege besteht aus zwei Eiern. Die Brutdauer ist 16 Tage.

## Lautäußerungen
Sein Gesang besteht aus hohen  dünnen knatternden Trällern. Der Ruf beinhaltet wiederholte scharfe helle 'tsip oder pit' Töne in einer Frequenz von 8 bis 10 kHz. Ein tieferes flüssiges tsip sowie ein schrilles zischendes Rasseln gibt er während der Jagd von sich.

## Verbreitung und Lebensraum

Verbreitungsgebiet des Schwarzbauchkolibris

Der Schwarzbauchkolibri bevorzugt kühle nasse Wälder der Hochebenen, Waldränder, angrenzende halboffene Vegetation inklusive schattige Hecken und Kaffeeplantagen und großgewachsene Sekundärvegetation. In Costa Rica ist er meist in Höhenlagen zwischen 900 und 2000 Meter, in Panama in Höhenlagen zwischen 1300 und 1800 Meter unterwegs. Innerhalb von Wälder sind die Männchen meist im oberen Unterholz sowie in den Baumkronen unterwegs, Weibchen eher im Unterholz. Beide Geschlechter bewegen sich an Waldrändern und Lichtungen und in Sekundärvegetation bis auf Gestrüpphöhe herunter.

## Migration
Die meisten Populationen der Schwarzbauchkolibris ziehen nach der Brut in tiefere Höhenlagen. Örtlich kann das runter bis in Höhenlagen zwischen 400 und 600 Meter gehen.

## Etymologie und Forschungsgeschichte
Die Erstbeschreibung des Schwarzbauchkolibris erfolgte 1867 durch George Newbold Lawrence unter dem wissenschaftlichen Namen Eupherusa nigriventris. Das Typusexemplars wurde von Auguste Endrés (1838–1874) in Costa Rica gesammelt. Es war John Gould, der 1857 die neue Gattung Eupherusa einführte. Das Wort »Eupherusa« leitet sich aus den griechischen Worten »eu εὖ« für »gut« und »pherō φέρω« für »tragen« ab. Der Artname »nigriventris« ist ein lateinisches Wortgebilde aus »niger« für »schwarz« und »venter, ventris« für »Bauch«.